# 간다키주

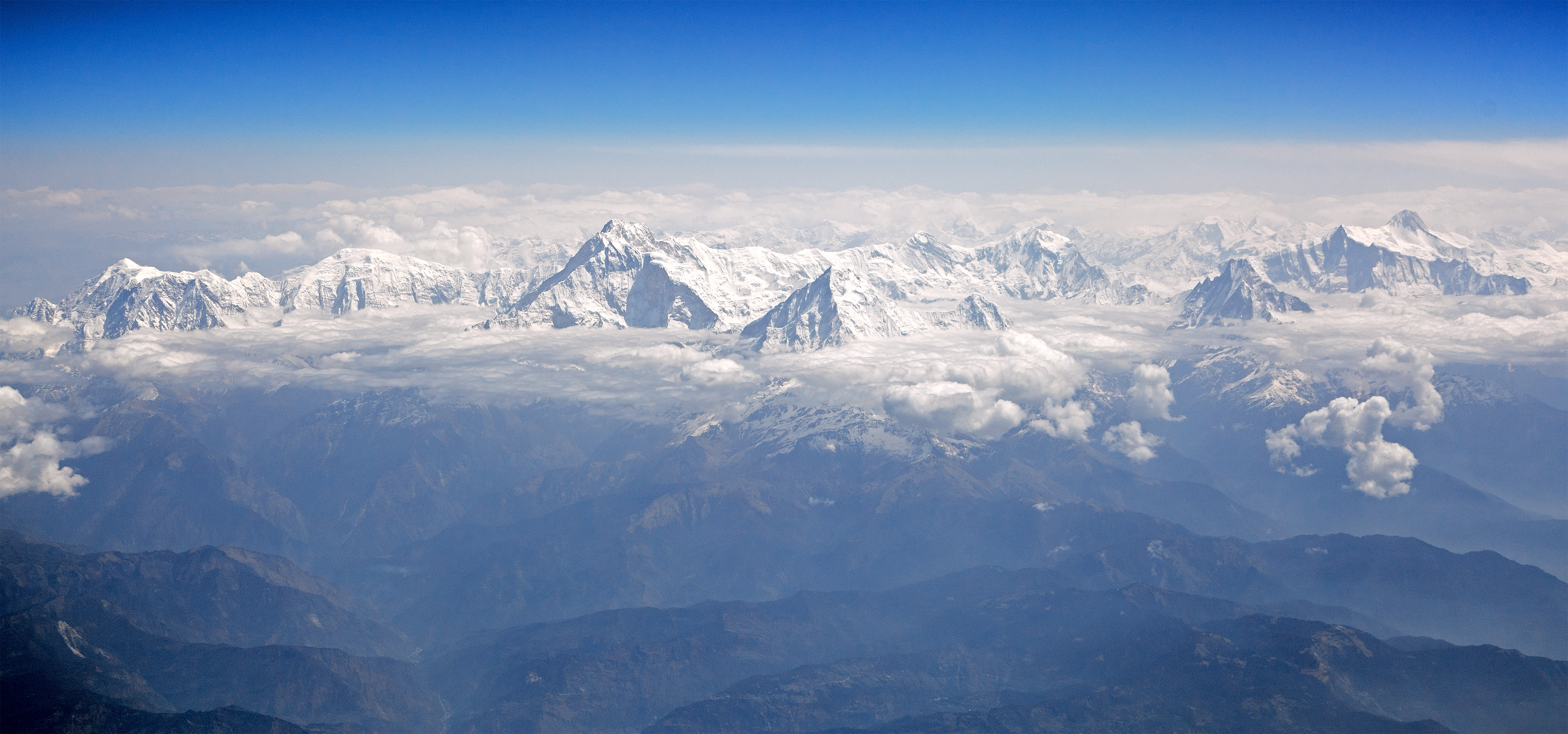

간다키주(Gandaki Province, गण्डकी प्रदेश)는 2015년 9월 20일 공표된 네팔 헌법에 의해 설립된 7개의 연방주 가운데 하나이다. 주도는 포카라이다. 총 면적은 21,504 km2이며 국가 총 면적 중 약 14.57%에 해당한다. 2011년 네팔 인구조사에 따르면 이 주의 인구 수는 2,403,757명이다.

## 같이 보기
- 네팔의 주